# خانواده بی‌نقص
خانواده بی‌نقص (اسپانیایی: La familia perfecta‎) یک فیلم کمدی اسپانیایی به کارگردانی آرانچا اچه‌واریا است که در سال ۲۰۲۱ منتشر شد.

## گزیدهٔ بازیگران
- بلن روئدا[۴]
- خوزه کرونادو[۵]
- گونسالو د کاسترو[۶]
- کارولینا یوسته[۴]
- گونسالو راموس[۶]
- خسوس بیدال[۷]
- ماریا ارواس[۸]